# Osteomeles anthyllidifolia
Osteomeles anthyllidifolia är en rosväxtart som först beskrevs av James Edward Smith, och fick sitt nu gällande namn av John Lindley. Osteomeles anthyllidifolia ingår i släktet Osteomeles och familjen rosväxter. Inga underarter finns listade i Catalogue of Life.

## Bildgalleri

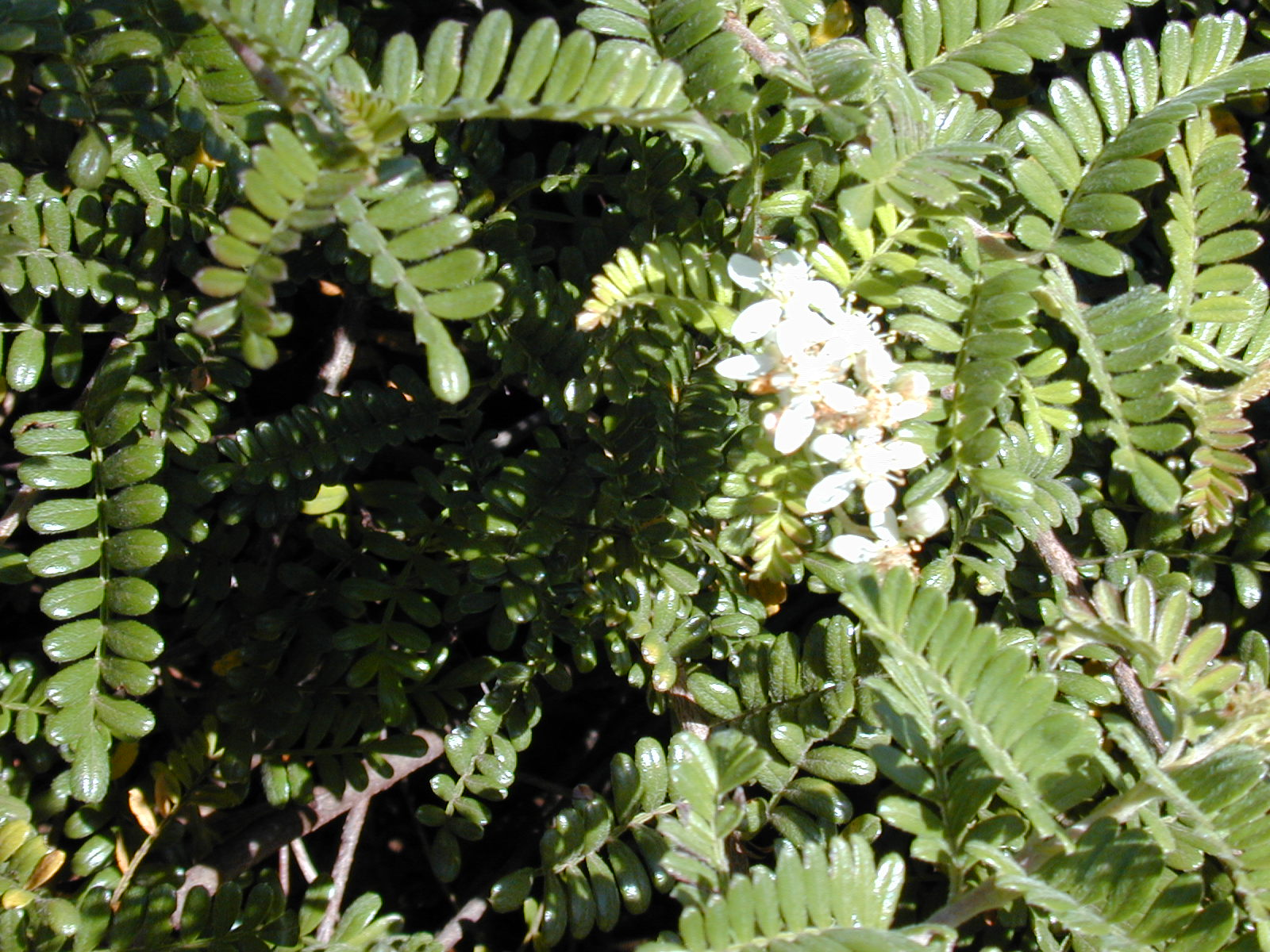
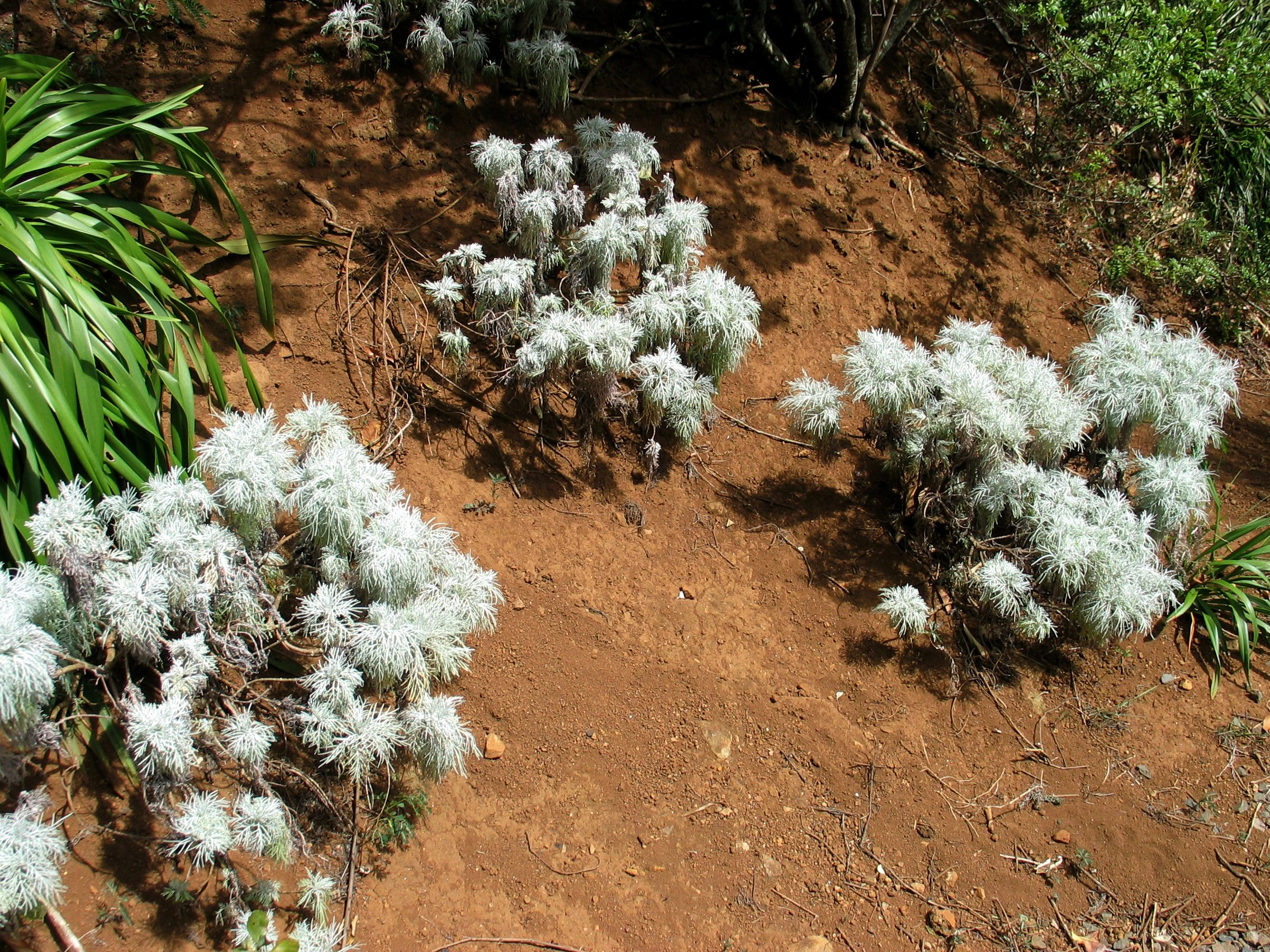
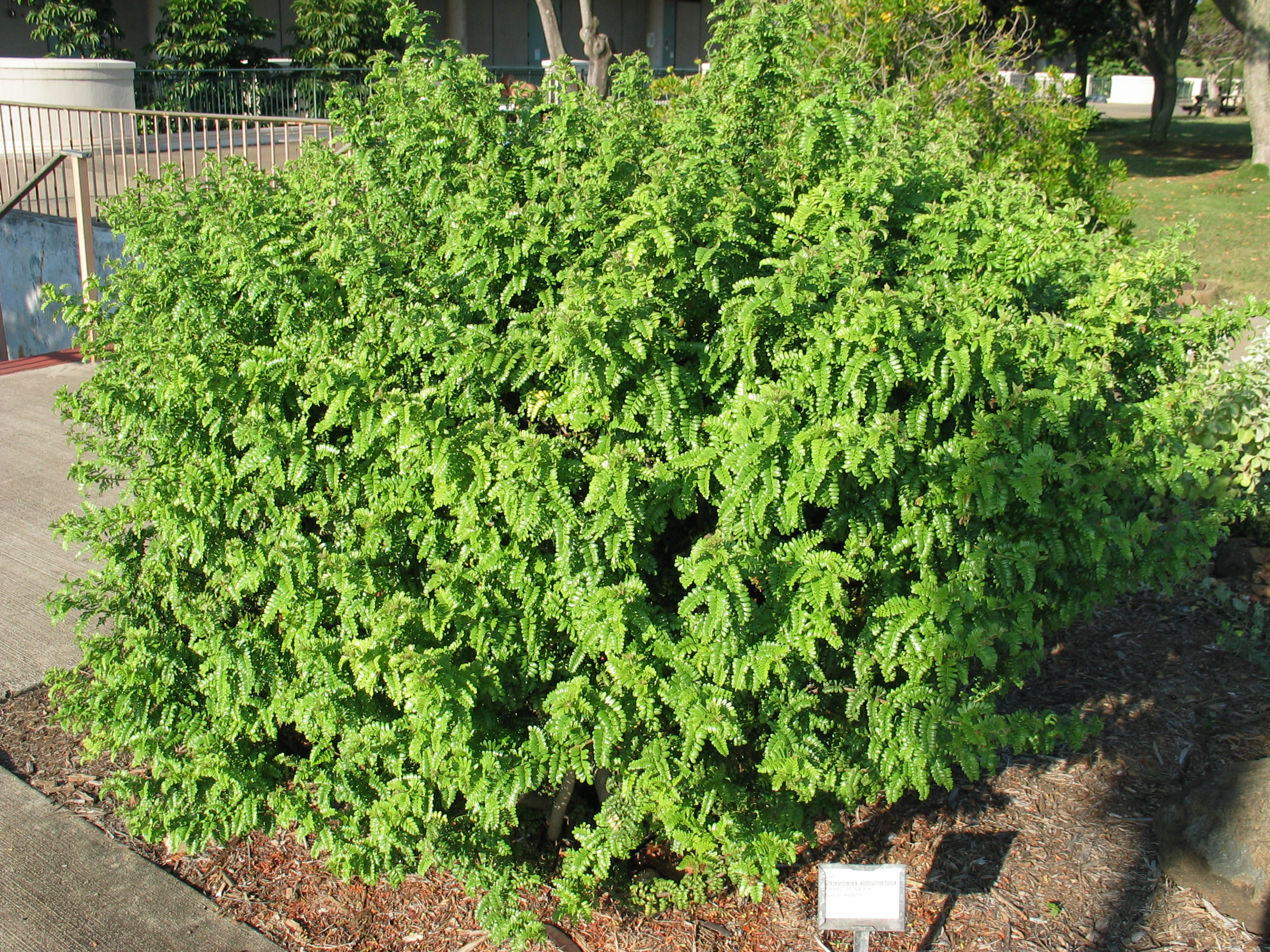
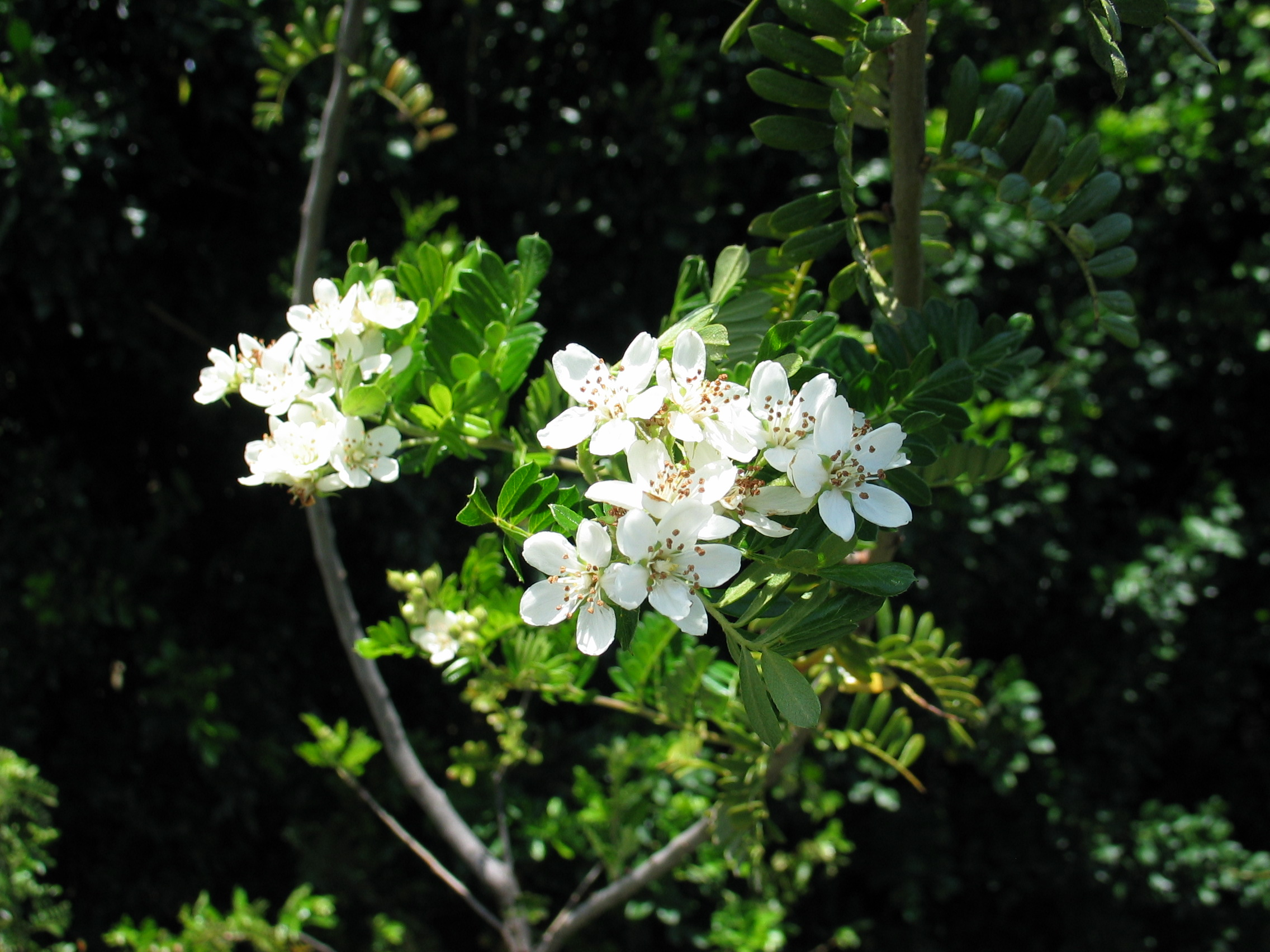
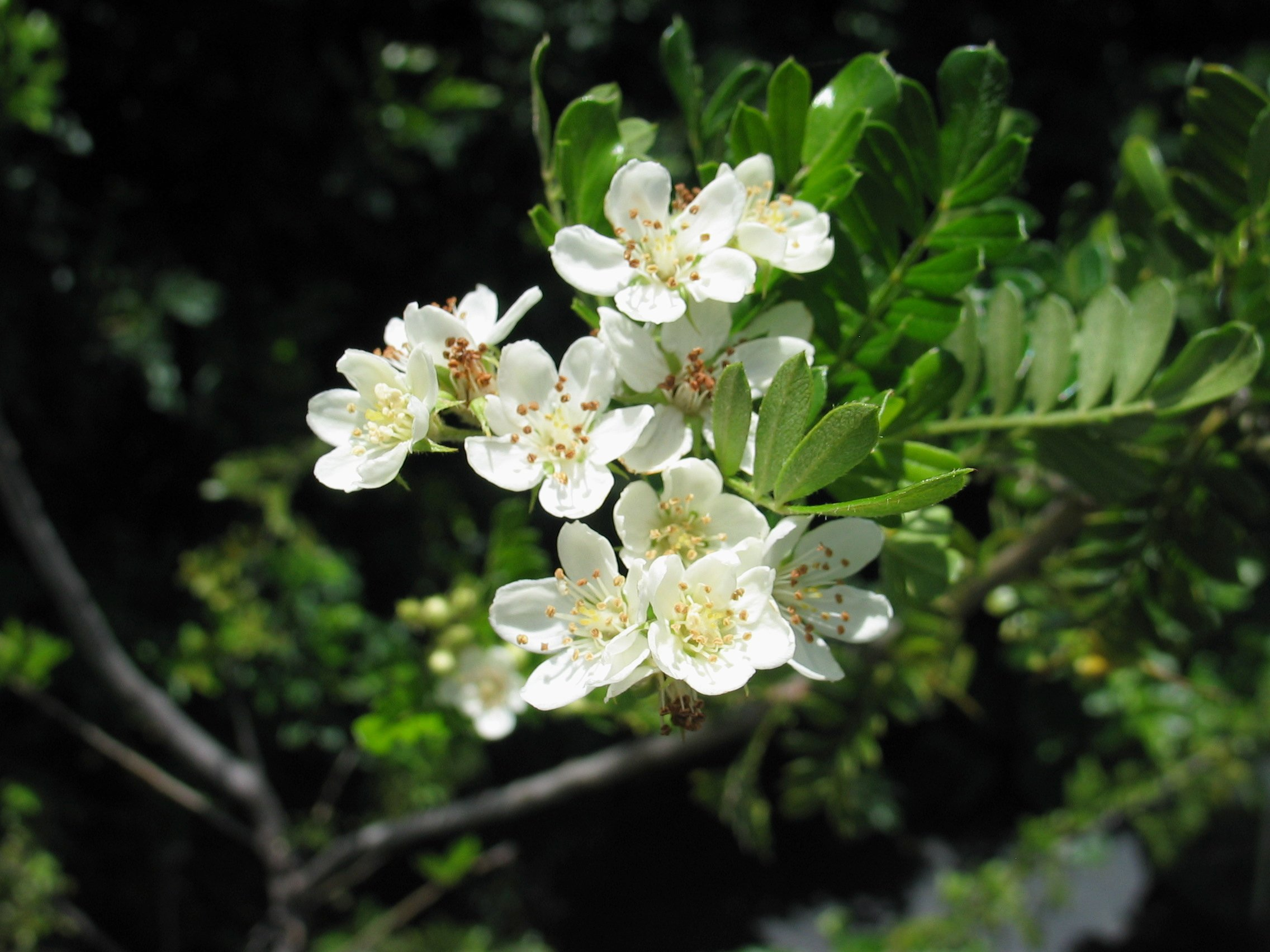
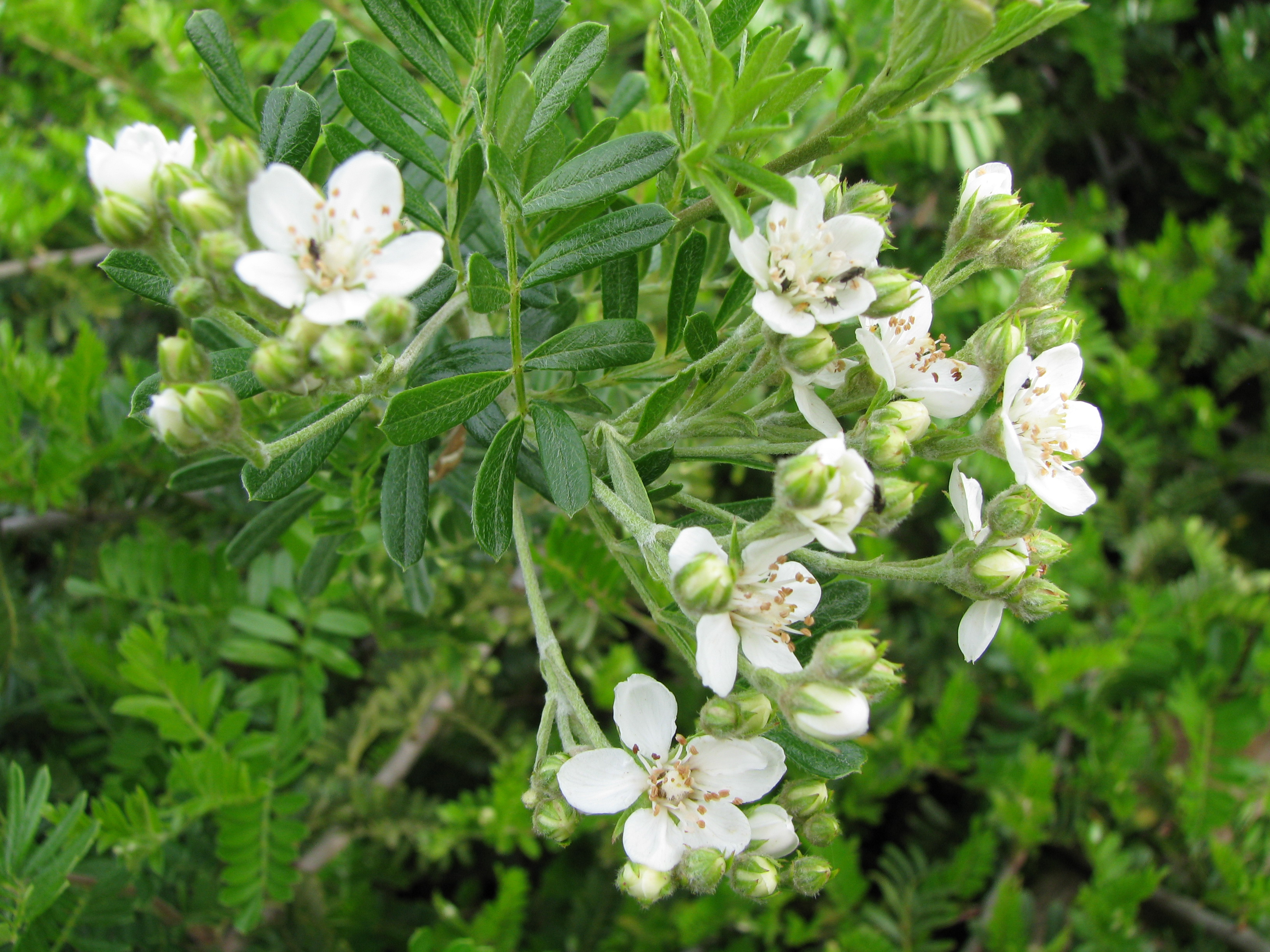